# Agnes Esterházy
Agnes Esterházy, även kallad Gräfin (Grevinna) Agnes Esterhazy och Agnes von Esterhazy, född 21 januari 1898 i Klausenburg i Österrike-Ungern (nu Cluj-Napoca i Rumänien), död 4 april 1956 i München i Västtyskland, var en tysk skådespelare.

## Filmografi i urval
- 1924 – Hjärtats röst
- 1925 – Den glädjelösa gatan
- 1927 – Tiggarstudenten
- 1930 – Kärlek och champagne

## Fotnoter
1. ↑  A kolozsvári Esterházy-rejtély: tényleg ő volt a némafilmkorszak egyik népszerű sztárja? (på ungerska), 18 januari 2023, läs online, läst: 7 juni 2024.[källa från Wikidata]
2. 1 2 3  Olomoucs vetenskapliga bibliotek, REGO, läs online, läst: 1 april 2024.[källa från Wikidata]
3. ↑  CineMagia, Cinemagia person-ID: 94753, läst: 4 april 2022.[källa från Wikidata]